# 648709 Angissimo
648709 Angissimo este o planetă minoră (asteroid) din centura de asteroizi. A fost descoperită pe 24 ianuarie 2010 la Nogales de Jean-Claude Merlin⁠(d). 
Obiectul prezintă o orbită caracterizată de o semiaxă mare de 2,2868888604544 UAi, o excentricitate de 0,1302449862766, o înclinație de 2,6854624556885 ° în raport cu ecliptica.